# Korhogo
Korhogo è una città della Costa d'Avorio situata nel distretto di Savanes ed è capoluogo della regione di Poro. È stato costruito qui un nuovo stadio da calcio da 20.000 posti